# One Grant Park
Le One Grant Park est un gratte-ciel résidentiel en construction à Chicago aux États-Unis. Il s'élèvera à 270 mètres. Son achèvement est prévu pour 2019.